# Diga di Topçam (Aydın)
La diga di Topçam è una diga della Turchia. Si trova nella provincia di Aydın.